# Puerto de Trípoli (Líbano)
El Puerto de Trípoli (en árabe: مرفأ طرابلس) es el segundo mayor puerto en el Líbano. El puerto tiene una superficie aproximada de 3 kilómetros cuadrados (1,2 millas cuadradas), con una superficie de agua de 2,2 kilómetros cuadrados (0,85 millas cuadradas), y un área de tierra que se compone de 320.000 metros cuadrados (3.400.000 pies cuadrados), y unos 420.000 metros cuadrados (4.500.000 pies cuadrados) de área adyacente al puerto actual, reservado para el futuro terminal de contenedores y la zona de Libre Mercado. El puerto de Trípoli se mantuvo en general como un puerto formado la naturaleza, una franja geográfica de terrenos donde barcos al servicio de las líneas de comercio van a lo largo de las costas de Turquía, Siria, Líbano y Egipto, y que se extiende a Malta, y Grecia.